# کیرسی هننین
کیرسی هننین (انگلیسی: Kirsi Hänninen؛ زادهٔ ۳ اکتبر ۱۹۷۶) بازیکن هاکی روی یخ اهل فنلاند است.